# Aleksander (syn Arystobula II)
Aleksander (zm. 48 p.n.e.) - syn Arystobula II, króla Judei, z dynastii Hasmoneuszy; starszy brat Antygona.
Poślubił Aleksandrę, córkę swojego stryja Jana Hirkana II. Z tego małżeństwa pochodzili:
- Mariamme I, druga żona Heroda Wielkiego,
- Arystobul III,
- nieznana z imienia córka, ur. ok. 50/49 p.n.e., żona Ferorasa.